# Рамалинга Свамигал
Арутпракаша Валлалар Чидамбарам Рамалинга Свамигал (там. அருட்பிரகாச வள்ளலார் சிதம்பரம் இராமலிங்க அடிகள்; 5 октября 1823, Чидамбарам, Британская Индия — не ранее 30 января 1874), чьё мирское имя было Рамалингам, как правило известен в Индии и во всём мире, как Валлалар (там. வள்ளலார்). Он был одним из самых знаменитых тамильских святых, а также одним из величайших тамильских поэтов XIX века и принадлежит к линии тамильских святых, известных как джняна-сиддхары. Шуддха-санмарга-сангам, — путь праведности, ведущий к Богу, — был распространён и передан им не только в теории, но, главным образом, на практике, его собственной жизнью, самой по себе служащей вдохновением для его последователей. Через идею шуддха-санмарга-сангама святой стремился уничтожить опасность кастового деления. Согласно шуддха-санмарге, главными аспектами жизни человека должны быть любовь, соединённая с деятельным милосердием, и практика, ведущая к достижению чистой мудрости и нирване.

## Юные годы

Место рождения Валлалара в деревне Марудур.

Рамалинга Адигал был младшим ребёнком Рамайи Пиллая и его шестой жены Чиннамайяр, живших в деревне Марудур, в 15 километрах северо-западнее Чидамбарама, в округе Южный Аркот. Первые пять жён Рамайи Пиллая скоротечно умирали бездетными одна за другой, однако Чиннамайяр родила ему пятерых детей. Старшими были двое сыновей, Сабхапати и Парашура́ман, и две дочери, Сундараммал и Уннамали. Своему младшему ребёнку они дали имя Рамалингам.

### Благословение святого
Мать Рамалинги говорила, что зачала его в своём чреве после того, как она получила вибхути, священный пепел, от неизвестного странствующего святого йогина, который благословил таким образом её на рождение сына, такого же, как он сам. Однажды когда Рамайя Пиллай был вдали от дома, в дом постучался святой. Будучи очень удовлетворённым учтивым и вежливым обращением, тем вниманием, с которым Чиннамайяр слушала его слова, щедрым угощением, святой перед уходом благословил её горстью священного пепла и произнес следующие слова: «Вы произведёте на свет сына, который сможет достичь бессмертия, он станет огромным благом для всего мира». Произнеся это, святой вышел, и Чиннамайяр, мгновение спустя последовав за порог дома взглянуть последний раз на йогина, не увидела его удаляющейся фигуры, святой исчез.

### События детства
Когда Рамалинге Адигалу было пять месяцев, родители взяли его в храм Чидамбарама. В его поэме «Тируарутпа» (Божественная Песнь Милости) рассказывается, что когда перед изваянием Натараджи поднялся занавес, и затанцевали языки пламени, в храме послышался громкий смех Рамалинги, и воцарилась атмосфера необычайной торжественности и благоговения. Увидев такую связь ребёнка с образом Всевышнего, настоятель храма подбежал к мальчику и, обняв его, объявил, что это — дитя Бога. Этот, вероятно, обычный визит в храм, таким образом, также даровал ему первый духовный опыт. Позднее он скажет об этом опыте:
«Не раньше, чем Свет был постигнут, овладело счастие мной».

«Сладкий нектар был испит, лишь только Арутперунджьоти (Свет Высшей Милости) видимым стал».
В 1824 году, в следующем месяце, умер его отец Рамайя Пиллай. Его внезапная смерть заставила находящуюся в нужде Чиннамайяр переселиться к своему старшему сыну Сабхапати и его жене Парвати в Ченнай. Когда мальчику исполнилось пять лет, его брат договорился с одним из самых известных преподавателей о занятиях с Рамалингой. Уже после нескольких уроков мальчик начал сочинять исполненные экстатической радости стихи во славу Бога. В одном из них поется следующее:
«Какое это чудо, Господи! Ты дал мне все знания. Ты одарил меня пылкой любовью к Тебе. Ты убедительно показал мне, что весь мир — не что иное, как мираж. О мой Благостный! Ты — во мне и осыпаешь меня Своей Милостью. Ты согласился быть моим Духовным Наставником и дал мне благословение, освободив от желаний и необходимости просить подаяние у других».Песнь 5, глава 40, стих 4
Увидев необычайное духовное развитие ребёнка, учитель перестал давать ему уроки. Вместо учёбы Рамалинга проводил время в молитве и посещении храмов. Старший брат, чтобы доказать Рамалинге необходимость образования, выгнал его из дома. Однако жена брата продолжала тайком кормить мальчика, пока однажды он не уступил её мольбам вернуться в дом и возобновить занятия, попросив, чтобы ему была выделена отдельная комната. Уединившись в ней, он установил зеркало и поставил перед ним зажжённую лампу. Сконцентрировавшись на определенных местах в зеркале, где яркость лампы снижалась, он постепенно утрачивал время в глубокой медитации. Это было началом духовного путешествия маленького мальчика, и его первым результатом стало видение Господа Муругана. По словам самого святого:
Красота оделила шесть ликов божественных и двенадцать прославленных рук.

### Юный преподаватель
Его старший брат Сабхапати был эрудированным лектором, умевшим красноречиво излагать тамильскую литературу и религиозные истории, и читал лекции в домах богатых людей по их просьбе. Он получал за это вознаграждения, которые, как он говорил, являлись утешением для его семьи. Таким образом Сабхапати заключил контракт с богатым человеком в Ченнай дать серию лекций по Перия-пуранам — шиваистской эпической поэме Секкилара. Выступления происходили без каких-либо особенностей, но в один из дней его настигла лихорадка с высокой температурой, таким образом, он не мог пойти на лекцию. Он был весьма обеспокоен, не зная, что делать — он не хотел разочаровывать организаторов и свою аудиторию. Его жена знала о таланте Рамалинги, который до сих пор не был ещё раскрыт остальным, и она предложила своему мужу направить туда мальчика для выполнения обязательств брата. Брат совершенно не знал о потенциале своего младшего брата и отказался следовать её просьбе поначалу, но поскольку не было никакой другой альтернативы, в итоге он согласился направить мальчика от своего имени.
Комментарий двенадцатилетнего Рамалинги к стиху одного из средневековых шиваистских святых, Тируджняна Самбандара, произвел столь сильное впечатление на собравшихся, что они настояли на том, чтобы он прочел весь цикл запланированных лекций. Рассматривая это предложение как волю Верховного Господа, чтобы он начал свою миссию в мире, Рамалинга принял его.
Сабхапати был крайне возмущён новостью, что по многочисленным просьбам слушателей Рамалингу просят продолжить чтение лекций за него. Но укол совести заставил его задуматься, как мальчик, не учащийся в школе, мог читать такие совершенные лекции. Он разрешил Рамалинге продолжить чтение лекций. Чтобы проверить достоверность того, о чём ему сообщили, он сам пришёл на его лекцию и стоял в углу зала у сцены, никем не увиденный. Сначала он решил, что это игра его воображения, но следующие минуты убедили его, что это правда: преподавателем был не кто иной, как его младший брат Рамалинга.
Рамалинга вернулся домой после окончания своего выступления. С большим сожалением и чувством вины за всё своё поведение, Сабхапати обнял его, охваченный искренним порывом любви, и просил простить его за все те заблуждения, которые создавали Рамалинге препятствия в те последние дни. Рамалинга выслушал его речь с лёгкостью, как будто не было в прошлом тягостных дней лишений, оставаясь в том же божественном благоговении перед Всевышним. Эта новость, как лесной пожар мгновенно распространилась по всей окрестности, и люди начали окружать мальчика на улицах, чтобы иметь возможность услышать его божественный голос, иметь возможность увидеть его. Видные учёные и религиозные руководители становились его учениками. Выражая благодарность Богу, Рамалинга писал:
«Ты наделил меня всеми знаниями, так что мне не пришлось даже учиться, и теперь даже самые образованные и учёные люди приходят ко мне, чтобы узнать ещё больше. О Господи, дающий мне силы! Ты одарил меня Светом, с которым я постиг все знания, всю мудрость и всё остальное, не обучаемый никем».Песнь 6, глава 1, стихи 23-24
По мере продвижения на духовном пути он восходил от поклонения Шиве к служению Абсолюту, лишённому формы. Полностью безразличный к деньгам, позже он отказался от пищи и даже от сна, отказавшись от мира в возрасте тринадцати лет. Однако на избранном им пути возникло препятствие в виде насильственного брака с Тханаммал, дочерью одной из его сестёр. Говорится, что брачную ночь жених провёл за чтением Тирувасагам (книги гимнов Маниккавасагара, посвященных богу Шиве). Все попытки родственников заставить его вести мирскую жизнь оказались безуспешными. Его жена так и осталась девственной до конца жизни.

## Учение

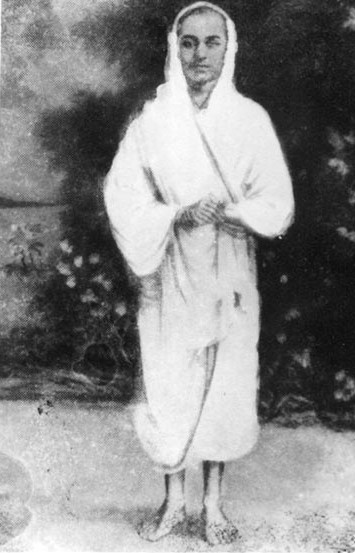
Предположительно единственная фотография Рамалинги Свамигала.

Он оставил неизгладимый след в религиозной истории Индии, открыто выступив против её кастовой системы и её негативного влияния на общество. Пытаясь исправить ситуацию, в 1865 он учредил Самараса Шуддха Санмарга Сатья Сангам, что значит «Общество чистой истины всеобщего Я». В это же время он переселился из Ченнай в Карунгули.

Сатья Дхарма Салаи, Вадалур, Индия.

Его следующим шагом, устанавливающим практический подход к религии, была организация в 1867 году места раздачи бесплатной пищи Сатья Дхарма Салаи в Вадалуре, где любой, без каких-либо ограничений, мог получить пищу. В день открытия центра для раздачи пищи бедным он зажёг огонь каменного очага, сказав, что этот огонь будет гореть всегда, а нуждающиеся всегда должны получать пищу.
Земля, на которой было возведено здание для раздачи бесплатной пищи, была пожертвована несколькими землевладельцами. Регистрационные документы на неё доступны для проверки даже сегодня, а раздача бесплатной пищи продолжается и в наши дни.
Рамалинга Валлалар был противником невегетарианской пищи. В одной из своих поэм он говорит:
Когда я вижу человека, поедающего грубую и недоброкачественную мясную пищу, это всегда вызывает во мне скорбь.

Сатья Джняна Сабха, Вадалур, Индия.

25 января 1872 года Рамалинга Адигал открыл в Вадалуре храм «Сатья Джняна Сабха» («Зал Истинной Мудрости»), открытый для людей всех каст, кроме тех, кто употребляет в пищу мясо (им разрешалось молиться только снаружи). Масляная лампа, зажжённая им, поддерживается горящей до сих пор. Рамалинга говорил, что наша душа покрыта семью оболочками. Семь занавесей из хлопковой ткани, установленных в нём, символизируют семь факторов, препятствующей раскрытию душой её истинной природы.
Весь комплекс огорожен цепью с 21 600 звеньями, представляющих 21 600 вдохов, совершаемых нормальным человеком.
Одно из главных учений Валлалара: «Служение людям — путь к Освобождению». Он утверждал, что смерть не является естественной для человека, и главной задачей нашей жизни является победа над смертью. Также он говорил, что религия сама для себя — это тьма. Большой акцент Рамалинга делал на необходимости вегетарианского образа жизни. Он утверждал, что Бог — это Арут Перун Джьоти (Свет Высшей Милости), воплощение милосердия и мудрости. И единственный путь к Богу — это путь сострадания и милосердия.
Рамалинга говорил, что наш разум является разумом майи, который не является истинным и заключительным разумом. Путь высшего разума — это Джива Каруньям. Он выступал за безкастовое общество и был противником религиозных предрассудков и ритуализма. Он не позволял убивать животных ради пищи. Рамалинга пропагандировал кормление бедных как высшую форму служения. Он осуждал неравенство, основанное на рождении.
Сегодня духовные объединения, практикующие учение Рамалинги Свамигала и следующие пути Арут Перун Джьоти, существуют по всему миру.

## Исчезновение Рамалинги

Хижина в деревне Меттукуппам, в которой жил Валлалар.

22 октября 1873 года он поднял флаг своей санмарги над своей комнатой в хижине Меттукуппама Сиддхи Валагам в знак достижения Света Высшей Милости. Он обратился к слушателям с призывом медитировать на Господа, пребывающего в сердце каждого, и молиться Свету Высшей Милости. Тогда же, в конце 1873 года, он вывесил с наружной стороны двери своей комнаты масляную лампу, которой пользовался в доме, и призвал своих учеников поклоняться ей и непрерывно поддерживать её огонь, в котором они должны были видеть проявленный Свет Высшей Милости, и молиться об этой Милости.
Но когда оказалось, что его духовная миссия не пустила глубоких корней, Рамалинга печально заметил:
«Мы обнаружили бесценный клад, но никто не стремится завладеть им. Мы уходим».
После того, как Рамалинга увидел, что большинство людей не проявляет интереса к его учению, он обратился к Богу со словами:
«О Господь Жизни! Зачем мне говорить о своих желаниях, когда Ты и так знаешь всё, что у меня на уме? Когда же весь мир, придя к всеобщему духовному единству, сможет насладиться вечным счастьем, не омрачённым горем и смертью? Когда же я, увидев их радость, буду счастлив?»Песнь 2, глава 23, стих 10
В знаменательный день 30 января 1874 года Рамалинга, достигший к тому времени 50-летнего возраста, обратился с письмом к своим ученикам:
«Мои возлюбленные! На некоторое время мне придётся покинуть вас. Не беспокойтесь. Постоянно поддерживайте огонь в лампе (джняна дипам). Представьте, что сам Бог находится там, и поклоняйтесь свету. Вы будете безмерно вознаграждены. Сейчас я нахожусь в этом теле, а через некоторое время я войду во все тела Его творения. Закройте дверь и заприте её снаружи на замок. Если комнату по чьему-либо приказу откроют — она окажется совершенно пустой».

Дверь в комнату Валлалара в деревне Меттукуппам.

Затем Рамалинга заперся в своей комнате в хижине Меттукуппама. В этот же вечер, когда его приверженцы пели во дворе гимн Арут Перун Джьоти, внезапно все увидели, как в комнате Рамалинги вспыхнул фиолетовый свет. Это означало, что произошло слияние Рамалинги «со всеми телами Его творения». Когда комнату, наконец, открыли, она действительно оказалась пустой. Рамалинга бесследно исчез.

Почтовая марка Индии, посвящённая Рамалинге Свамигалу, 2007, 5 рупий.

Получив через несколько дней полицейское донесение, глава британской администрации и налоговый инспектор округа Южный Аркот Дж. X. Гарстин вместе с медицинским инспектором области Дж. Бэнбуру и с ташилдаром (главой местного талука, то есть района) Венкатараманом Айером спешно прибыли верхом в Меттукуппам, чтобы расследовать дело об исчезновении. Было проведено тщательное расследование. Все жители деревни были глубоко опечалены. Прибывшие должностные лица обошли вокруг хижины, внимательно осматривая всё вокруг. В конце концов, они пришли к заключению, что Рамалинга действительно был великим йогом и в буквальном смысле исчез, растворившись в тонком воздухе. Никаких доказательств, что дело обстояло иначе, найти не удалось. Гарстин спросил учеников, какие указания оставил им Свами. Оказалось, что учитель просил их раздавать еду неимущим. Оба британских чиновника дали ученикам по 20 рупий для этой цели и возвратились в Куддалор.
В изданном в 1878 году циркуляре по округу Южной Аркот Гарстин так описал исчезновение Рамалинги: «В 1874 году Свами Рамалинга вошел в свою комнату в Меттукуппаме и попросил своих учеников запереть её снаружи. Обратно он уже не вышел. Ученики считают, что он слился с Богом».

## Проявление чудесных способностей

### Паломничество с группой
Был зафиксирован случай, когда, находясь в Мадрасе, Рамалинга вместе с последователями и учениками совершал паломничество пешком в Тирувоттиюр к храму. В дороге их настиг сильнейший ливень, и его группа оказалась в исключительно тяжёлых условиях перед угрозой наводнения из-за стремительно прибывающей воды. В этой критической ситуации Рамалинга в одно мгновение перенёс всю группу к месту паломничества.

### Выступления Рамалинги
Многими очевидцами были засвидетельствованы случаи, когда Рамалинга одновременно появлялся в нескольких местах с тем, чтобы быть отчётливо услышанным людьми в многолюдных собраниях.
Он обладал также способностью произносить речь, слышимую одинаково хорошо как ближайшими рядами его многочисленной аудитории, так и самыми отдалёнными слушателями. При этом, хотя слова его звучали отчётливо вне зависимости от расстояния, на котором находились слушатели, тон и громкость его голоса не менялись.

### Кормление большого количества людей горстью продуктов
Один раз был случай, когда служители общины готовились отдыхать после утомительного сбора продовольствия для всего следующего дня. Отдых был нарушен внезапным появлением группы людей, которые утверждали, что они голодны и просили накормить их. Ученики были в растерянности, не зная, что им предпринять, так как была уже полночь. И так как не было никакой надежды на то, чтобы успеть в короткие сроки опять подготовить питание на следующий день для всех, они обратились к святому, рассказав о проблеме. Он спокойно ответил, что он сам позаботится о сложившейся ситуации, и попросил их только предоставить ему листья банана для организации питания. Сам же он взял горсть продуктов и отправился на кухню заниматься приготовлением пищи. Все страждущие были в избытке накормлены, но изумлению учеников не было предела, когда было установлено, что количество продуктов питания в кухне осталось таким же, каким и было до кормления этой многочисленной группы.

### Горение лампады на воде
В деревне Карунгули, где святой некоторое время жил в доме Венката Реддияра, одного из своих почитателей, Рамалинга день и ночь проводил в написании своих стихов. Однажды семья Реддияр ушла в соседнюю деревню присутствовать там на необходимом мероприятии и не вернулась к ночи. В лампаде, оставленной Рамалинге, заканчивалось масло. В помещении находилась ёмкость с жидкостью, и святой, поглощенный процессом изложения на бумагу своего божественного вдохновения, не проверяя содержимого ёмкости, просто вылил его в огонь, и огонь продолжал гореть всю ночь. На следующий день все члены семьи вернулись домой, и обнаружили, что чаша, наполненная водой, пуста. Вместо масла в лампаде была вода, и огонь продолжал гореть на их глазах.

### Ясновидение
Эта история из его жизни связана со строительством Храма Мудрости.
Рамалинга отдал инструкции по строительству здания в Вадалуре, а сам отправился с целью уединения в Сиддхивалагам, комнату в деревне Меттукупам, находящуюся в трёх километрах от Вадалура. Строительство близилось к завершению, однако святой не спешил возвращаться. Когда его последователи отправились в Сиддхивалагам передать новости о завершении строительства, он отметил некоторые упущения в конструкции здания и призвал их внести изменения соответственно его рекомендациям. Ученики по приезде обследовали здание, и, убедившись в полном соответствии недоработок замечаниям Рамалинги, выполнили его рекомендации должным образом.

### Показательный пример
Один человек, Пинагапани Мудульяр, работал начальником в телеграфном отделении в Пондишери. Он освоил 7 языков, чем очень гордился, и часто делал язвительные замечания по поводу святого, а именно, говорил, что его ученики просто ленивые люди, которые попрошайничают пищу и впустую тратят время. Его эго настолько ослепило его, что он решил встретиться со святым и доказать правоту своих слов. Мудульяр пришёл на лекцию Рамалинги и сидел в углу, слушая его речь. В самом разгаре собрания Рамалинга вызвал к себе присутствовавшего там с матерью мальчика лет четырёх. Святой спросил его, знанием какого количества языков он обладает. Он ответил, что он знает шесть языков. Затем святой призвал Мудульяра и попросил мальчика задать ему вопрос на любом языке. Хотя мальчик и решился это сделать, последний не смог ответить ему ни слова. Мудульяр испугался и признал свою глупость. Полностью сраженный произошедшим, он принес свои искренние извинения Рамалинге перед всеми за свои высокомерные высказывания. Это был поворотный момент в его жизни, с которого он стал горячим поклонником святого.

### Расчленённое тело
В один день, около полудня, святой ушёл из Дхармасала и не возвращался долгое время. Одного из его учеников, ожидающего его, нетерпение толкнуло на поиски святого в рощу. Когда он прошёл часть пути, его глазам предстала ужасающая картина: он обнаружил тело святого расчленённым и разбросанным на большие расстояния вокруг кустов. Ученика охватила паника прежде, чем он успел найти более разумное объяснение увиденному, и он впал в отчаяние — все было потеряно, он не знал, что делать. В это время святой предстал перед ним и строго предупредил не мешать ему больше в будущем. После такого предупреждения, он также сказал, что так проявилась воля Всевышнего, который стоит выше всех, и может продемонстрировать что угодно в любом месте, это не следует рассматривать как чудо.

### Об алхимии
Божественные свойства Святого Рамалинги приносили ему славу не только в Индии, но и за рубежом. Однажды один иностранец пришёл к Рамалинге и попросил просветить его об алхимии. Рамалинга провел беседу на интересующую его тему, но хоть иностранец и был удовлетворен теоретическими объяснениями святого, он хотел увидеть, как это происходит практически. Рамалинга без колебаний решил выполнить его просьбу, считая, что это воля Всевышнего — продемонстрировать трансформацию на публике. Он попросил иностранца, который носил медное кольцо на одном из его пальцев, снять его и кинуть на пол. Это было сделано, и когда святой обратился к нему с предложением поднять кольцо, пораженный иностранец увидел, что оно было преобразовано в чистое золото. Он был шокирован тем, что так просто ему показали превращение недрагоценных металлов в золото, и для него это было без сомнения очередным свидетельством божественной реализации Рамалинги. Святой сказал ему в целом о том, что такие вещи являются обычными для тех, кто отказался от своих мирских удовольствий и полностью предали себя стопам Господа, и тем самым, достигли высшего уровня единства с ним.

### Одновременное появление в двух местах
Строительство Храма Мудрости близилось к завершению. С помощью подъёмного механизма планировалось поднять флаг в начале церемонии открытия. Для этой цели Рамалинга поручил подрядчику съездить в Ченнай и купить флагшток. Последний, в полной готовности выполнить просьбу святого, отправился в Ченнай, но вернулся без покупки, объяснив Рамалинге, что торговцы предложили непомерно высокую цену и, следовательно, по своей инициативе, он не может принять решение в этом вопросе. Выслушав его, Рамалинга попросил его съездить туда ещё раз и сказал, что он сам будет сопровождать весь процесс торговли. Урегулировав вопрос о покупке по более умеренной цене, Рамалинга убедился, что подрядчик готов к отъезду в Вадалур, и ушёл. Уже на следующий день подрядчик прибыл к месту проживания святого, и нашёл его погружённым в беседу со своими учениками. Подрядчик рассказал о том, как в присутствии святого была осуществлена покупка. Все вокруг были крайне удивлены этим рассказом, потому что святой был всё это время вместе с ними, и весь предыдущий день был им уделён для проповеди последователям.

## Произведения
Будучи музыкантом и поэтом, он сочинил 5818 поэм, пронизанных всеобщими любовью и миром, собранных в книге под названием Тируарутпа («священная книга милости»). Ему принадлежат произведения Манумурай Канда Васагам, описывающее жизнь царя Ману Нидхи Чолы, а также Джива Карунья Олуккам.

### На русском языке
- Рамалинга Свамигал — сайт, посвящённый Рамалинге Свамигалу. Жизнеописание, некоторые произведения и др.  (рус.)
- Произведения Рамалинги — все русские переводы произведений Рамалинги  (рус.)
- «Тируарутпа» — «Божественная песнь милости» Рамалинги  (рус.)
- «Песня Свету Высшей Милости» Рамалинги  (рус.)
- «Послание Рамалинги»  (рус.)

### На английском языке
- www.vallalar.org — биография Валлалара, книги, галерея и др. (англ.)
- www.vallalarspace.com — сообщество почитателей Валлалара  (англ.)
- www.vallalyaar.com — сайт, посвящённый Валлалару  (англ.)